# Maurice Gillet
Maurice Gillet (Montoir-de-Bretagne, 8 marzo 1763 – Nantes, 14 aprile 1833) è stato un militare francese, capitano di vascello della Marina militare francese fu comandante del vascello da 74 cannoni Le Franklin durante la battaglia Battaglia del Nilo.

## Biografia
Nacque a Montoir-de-Bretagne l'8 marzo 1763, da una famiglia di marinai. Lavorò dapprima per la Compagnia francese delle Indie Orientali, entrando nella marina rivoluzionaria nel 1792. Incominciò a navigare nel 1793 imbarcato sul vascello Northumberland. Il 1º luglio 1793 fu promosso tenente di vascello, servendo poi sulle fregate Carmagnole e Cocarde Nationale.
Promosso capitano di vascello nel 1796,  assunse dapprima il comando del Mucius Scaevola e poi del Républicain, entrambi vascelli da 74 cannoni.

### La battaglia di Aboukir
Nel marzo 1798 ebbe il comando del vascello da 80 cannoni Le Franklin, diventando ufficiale di bandiera del contrammiraglio Blanquet du Chayla, secondo in comando della squadra francese di Tolone. Durante la campagna del Mediterraneo del 1798 partecipò alla Battaglia del Nilo,> avvenuta il 1º agosto 1798. La sua nave fu pesantemente impegnata in un combattimento contro i vascelli inglesi da 74 cannoni Defence e Swiftsure ed egli rimase gravemente ferito al torace, tanto da essere portato sottocoperta in stato di incoscienza. Essendo rimasto gravemente ferito, ed inabilitato al comando, anche il contrammiraglio Blanquet du Chayla, assunse il comando del vascello il comandante Martinet che si arrese agli inglesi. Preso prigioniero quando il Le Franklin, con solamente tre cannoni ancora in grado di sparare e con oltre 400 morti a bordo, ammainò la bandiera fu poi portato prigioniero in Inghilterra, dove fu successivamente rilasciato e rientrò in Francia.

### Lo scontro di Pointe Bombe
Riprese la sua carriera navale solamente nel settembre 1803, quando divenne sovraintendente della 2ª Divisione cannoniere della flottiglia di Boulogne, destinata a partecipare all'invasione della Gran Bretagna. Il 5 febbraio 1804 fu insignito della Croce di Cavaliere della Legion d'onore, divenendone Ufficiale il 14 giugno dello stesso anno. Nel mese di agosto, sempre inabilitato a causa delle ferite ricevute ad Abukir, richiese al comandante della flottiglia, capitano di vascello Jacques Mathieu Regnauld, di essere sollevato dal comando delle navi, ottenendone un rifiuto.
Il 25 agosto 1804 la 1ª divisione cannoniere francese (forte di 146 barche armate) uscì dalla rada di Boulogne, ma, giunta all'altezza di Pointe Bombe, trovò una nave inglese, il brigantino Cruizer da 18 cannoni, all'ancora. Il Cruizer impegnò subito i velieri francesi e ben presto, di rinforzo, arrivò sulla scena la fregata da 42 cannoni Immortalite che aprì il fuoco sulla flottiglia francese. La fregata venne sotto riva, accolta da un pesante fuoco dalle batterie costiere, ma riportò solo piccoli danni. L'arrivo della marea la costrinse a ritirarsi per la notte, approssimativamente 3 miglia al largo. Il giorno seguente la seconda divisione si associò alla prima, tra Wimereux ed Ambleteuse, e ciò portò il totale delle navi francesi impegnate a più di 90 tra brigantini e trabaccoli. Napoleone stesso osservò la scena da bordo della sua chiatta. Quel pomeriggio la fregata Immortalite, lo sloop Harpy, la cannoniera Adder e il cutter Constitution attaccarono la grande flottiglia francese stando tre quarti di miglia all'interno del raggio di tiro delle batterie costiere. Il cutter Constitution fu affondato da un colpo di cannone ben centrato, ma tutte le persone a bordo furono tratte in salvo. Un altro proiettile colpì lo Harpy ma non esplose. La fregata Immortalite fu colpita due volte da proiettili, ed ebbe quattro feriti leggeri a bordo. Numerosi velieri francesi con danni allo scafo dovettero gettarsi a riva, mentre il resto della flottiglia ritornò nella rada di Boulogne.
Incolpato di essere rimasto a terra mentre la sua divisione era impegnata in combattimento, fu sollevato dal comando per decisione del Ministro della Marina, ammiraglio Denis Decrès, e non riuscì mai più a riprendere la sua carriera navale. Si spense a Nantes il 14 aprile 1833.